# Polski Ruch Zjednoczenia Słowian
Polski Ruch Zjednoczenia Słowian – organizacja konspiracyjna działająca w Warszawie. Kierownictwo PRZS stanowili prezes Antoni Malatyński, wiceprezes Jerzy Mostowicz ps. „Jerzy Słowiański”. Ruch wydawał pisma „Młoda Myśl” i „Myśl Wyzwolona”. W listopadzie 1942 r. wszedł w skład Społecznej Organizacji Samoobrony. Rozbity aresztowaniami w 1943 r.

## Literatura
Wizje Polski. Programy polityczne lat wojny i okupacji 1939-1944, wybór i opracowanie Kazimierz Przybysz, Warszawa 1992, s. 420.